# Spring Lake, Alberta
Spring Lake är en ort i Kanada.   Den ligger i provinsen Alberta, i den centrala delen av landet, 2 900 km väster om huvudstaden Ottawa. Spring Lake ligger 728 meter över havet och antalet invånare är 533.
Terrängen runt Spring Lake är platt, och sluttar österut. Närmaste större samhälle är Stony Plain, 7,9 km öster om Spring Lake. 
Trakten runt Spring Lake består till största delen av jordbruksmark. Runt Spring Lake är det glesbefolkat, med 11 invånare per kvadratkilometer.